# Chaplygin (cràter)
Chaplygin és un gran cràter d'impacte que es troba a la cara oculta de la Lluna, al sud-est del gran cràter Mendeleev, aproximadament a mig camí entre els cràters Schliemann al nord-est i Marconi al sud-oest. Té una mida similar a la del proper cràter Keeler.

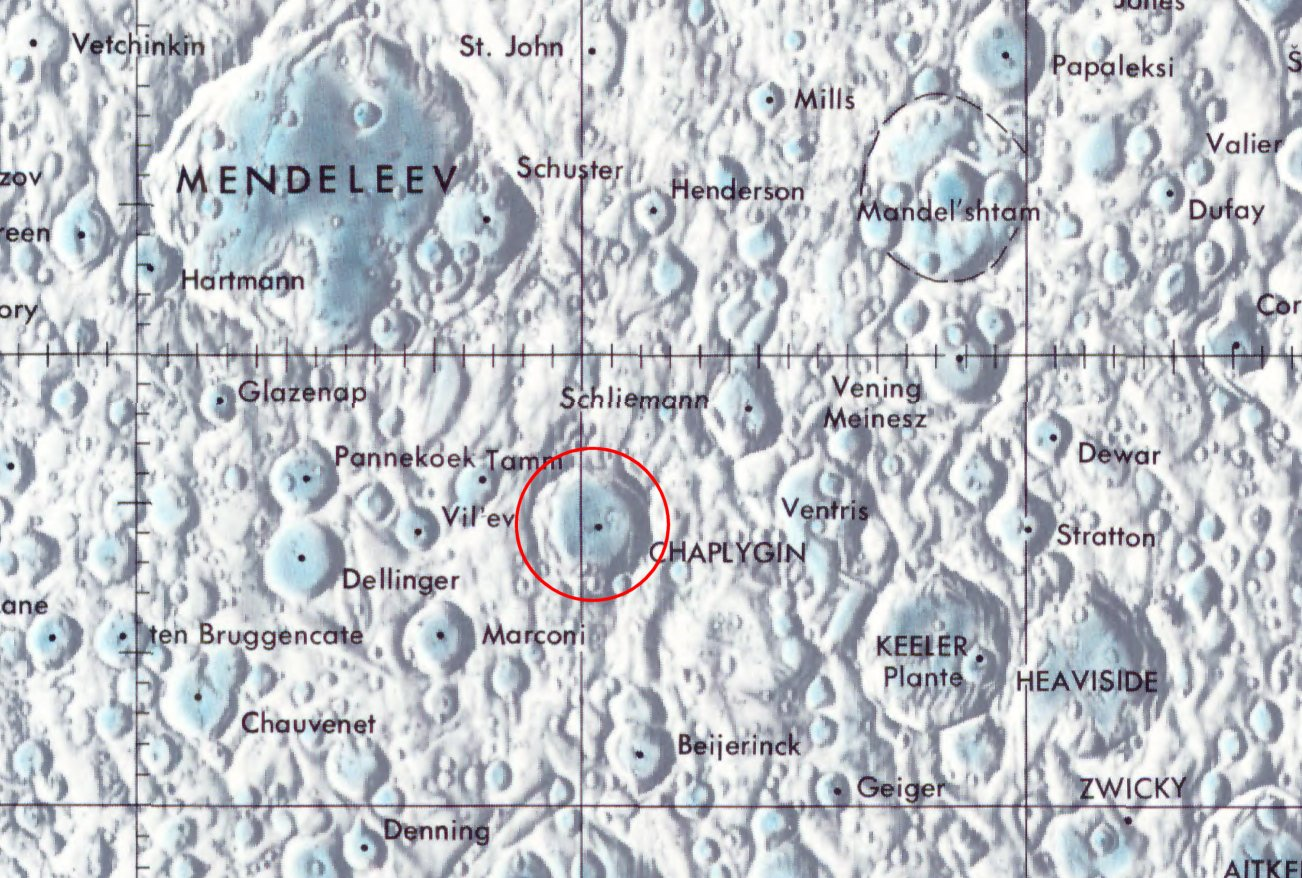
Localització de Chaplygin (centre de la imatge)
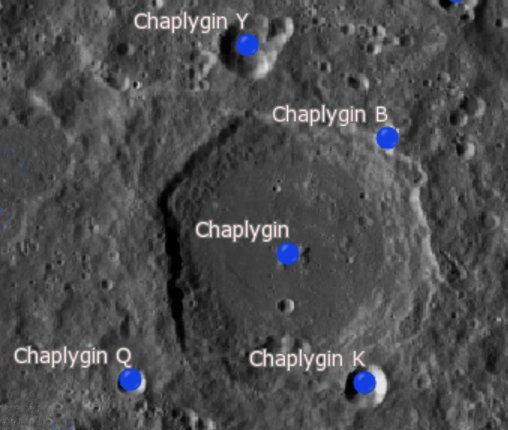
Cràters satèl·lit

La vora d'aquest cràter és aproximadament circular, però amb una vora irregular. La paret interior té terrasses al voltant de gran part de la circumferència, però aquesta estructura s'altera una mica al llarg del costat sud.

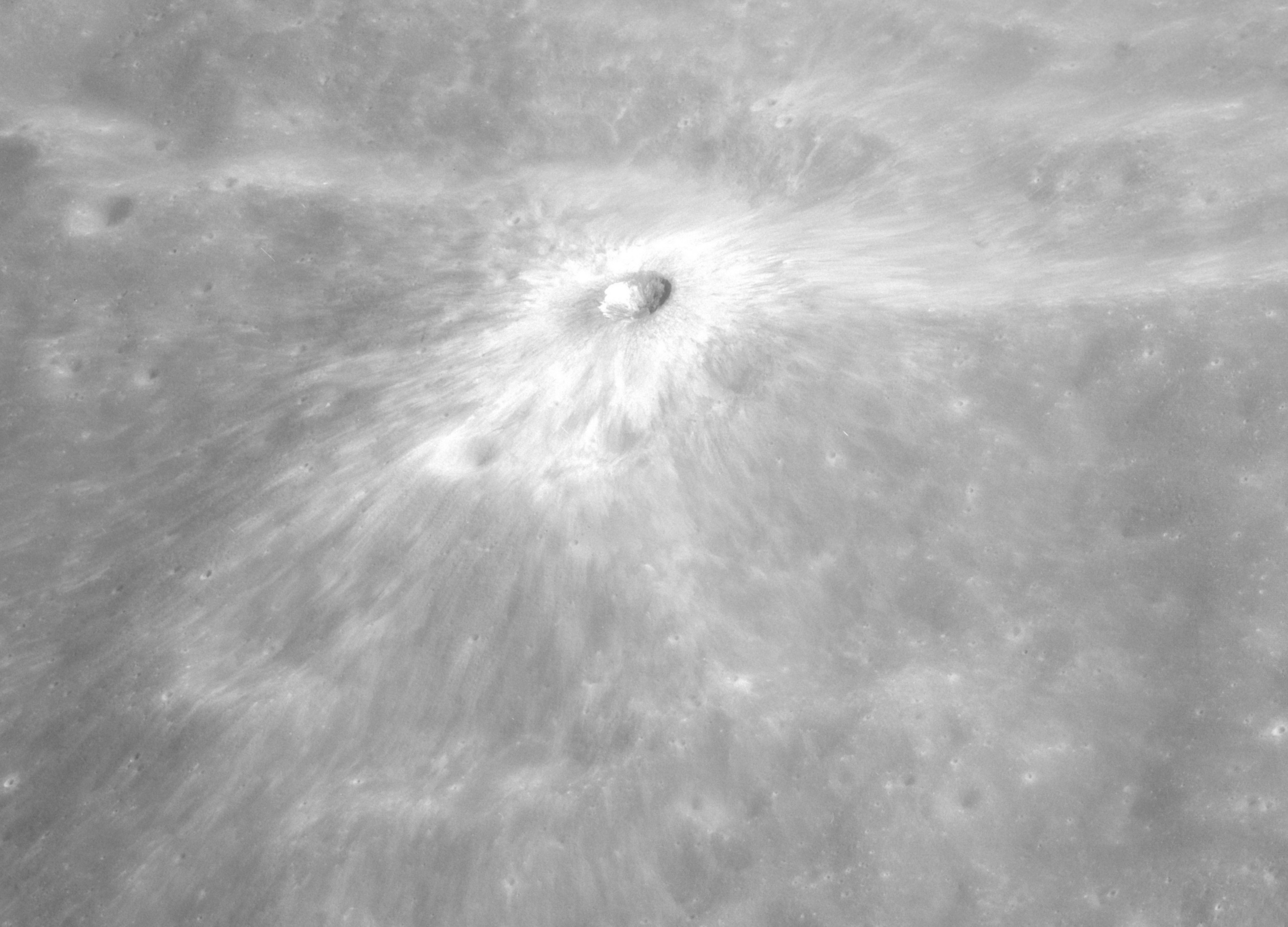
Foto obliqua de Chaplygin B, un petit cràter relativament recent situat a la vora nord de Chaplygin, amb un brillant sistema de marques radials. Vista des de l'Apollo 11, amb orientació sud
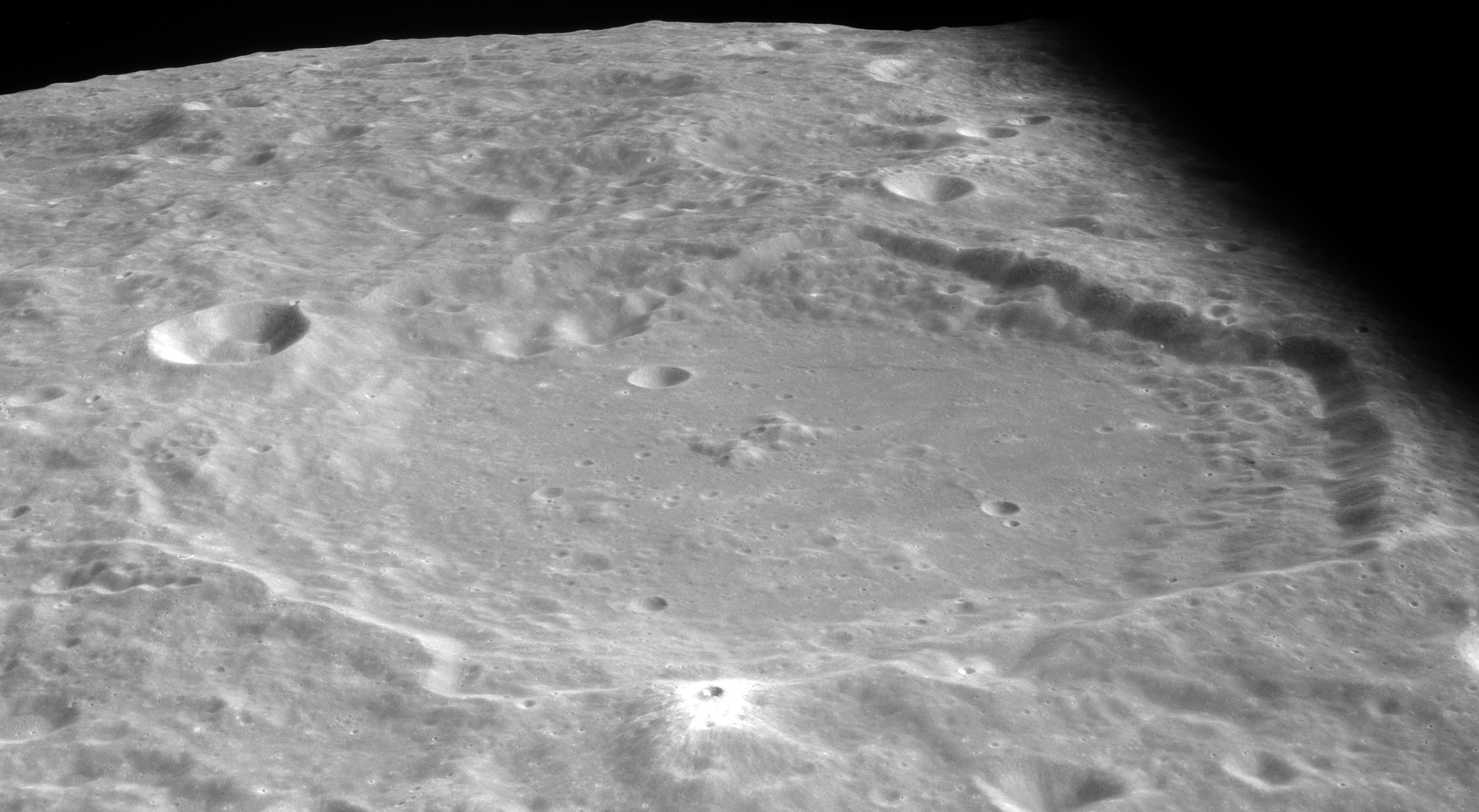
Cràter Chaplygin (fotografia de la missió Apollo 11)
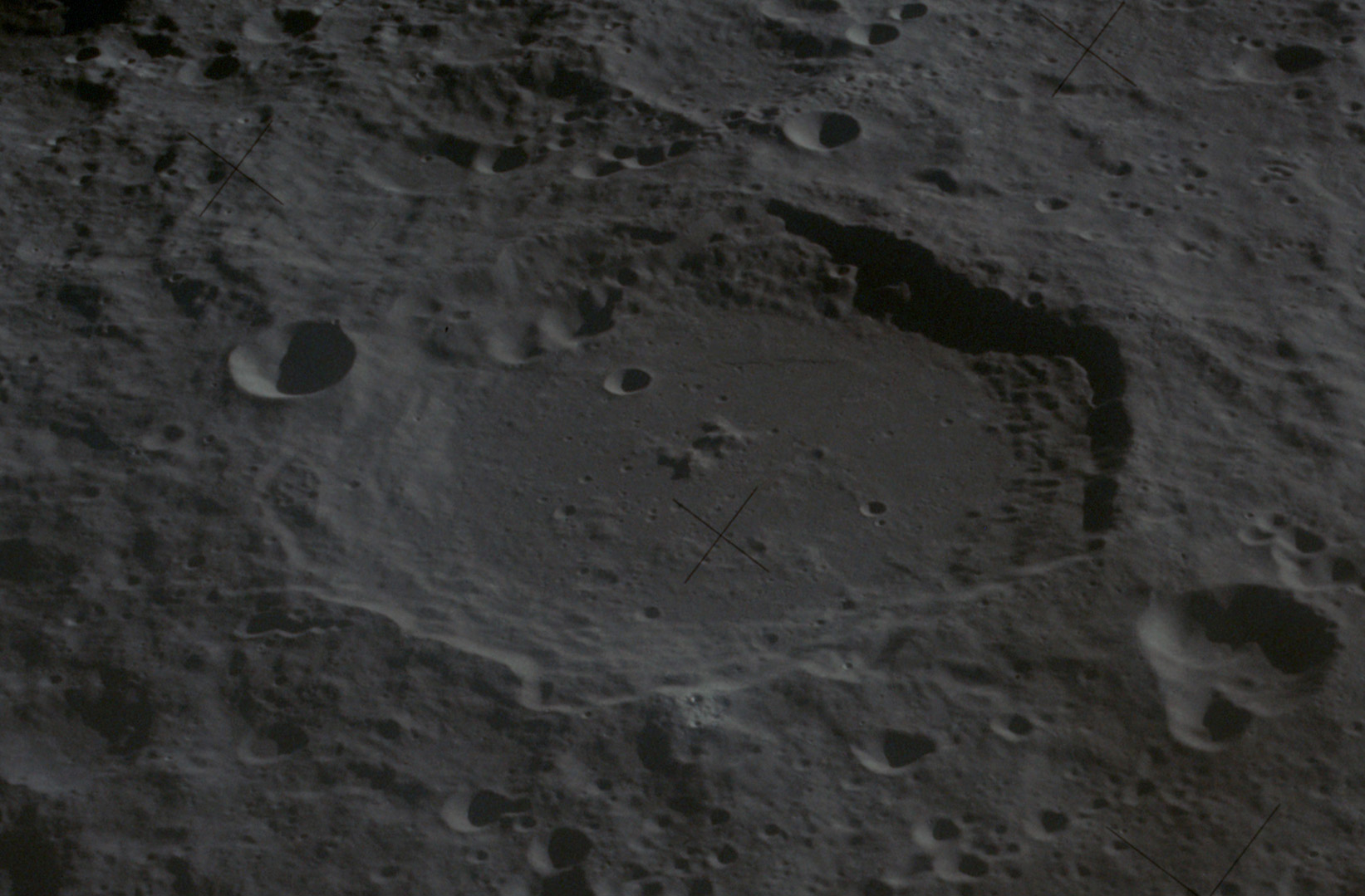
Cràter Chaplygin (fotografia de la missió Apollo 13)

La vora està erosionada només lleugerament, amb pocs cràters al voltant del perímetre; amb l'excepció de Chaplygin K que envaeix la paret interior al llarg del costat sud-est. Dins de les parets, el sòl interior està considerablement anivellat i és llis en comparació del terreny accidentat que envolta l'exterior del cràter. Presenta un pic central a prop del punt mitjà, amb alguns cràters petits dispersos per tota la superfície.

## Cràters satèl·lit
Per convenció aquests elements són identificats en els mapes lunars posant la lletra en el costat del punt central del cràter que està més proper a Chaplygin.
| Chaplygin | Coordenades                            | Diàmetre |
| --------- | -------------------------------------- | -------- |
| B         | 4° 05′ S, 151° 41′ E / 4.08°S,151.69°E | 1.5 km   |
| K         | 7° 41′ S, 151° 22′ E / 7.68°S,151.36°E | 20 km    |
| Q         | 7° 38′ S, 147° 55′ E / 7.64°S,147.91°E | 13 km    |
| Y         | 2° 43′ S, 149° 38′ E / 2.71°S,149.64°E | 28 km    |